# 2000년 토론토 국제 영화제
제25회 토론토 국제 영화제는 2000년 9월 7일에 열린 시상식이다.

## 수상 및 후보

### 관객상
- 와호장룡 - 이안 수상
- 디쉬 - Rob Sitch 수상
- 빌리 엘리어트 - 스티븐 달드리 수상
- 이노센스 - 폴 콕스 수상

### FIPRESCI-상
- 방콕 데인저러스 - 옥사이드 팽 수상